# Laetitiae sanctae
Laetitiae sanctae (Die heilige Freude) ist eine Enzyklika von Papst Leo XIII., in der er den „Rosenkranz und die rechte Ordnung der menschlichen Sozialgemeinschaft“ darlegt. Sie wurde am 8. September 1893 veröffentlicht.

## Die Sozialgemeinschaft und die Rosenkranzbruderschaft
In seiner Begrüßungsformel erwähnt Leo XIII. „die heilige Freude“ seines 15. Amtsjahres und bedankt sich bei den Gläubigen und den Amtsbrüdern für die gezeigte Loyalität. Als besondere Inspiration bezeichnet er die Verbindung zur Gottesmutter Maria und dem Gebet des Rosenkranzes und ruft den Monat Oktober als den Rosenkranzmonat erneut in Erinnerung.
Weitere Themen sind:
- Das Rosenkranzgebet soll die Gesellschaft und die Gemeinschaft stärken.
- die Abneigung gegenüber der Armut und die Geheimnisse des Rosenkranzgebetes
- die Unvereinbarkeit von Leiden und Begierde in einer zivilisierten Welt
- die Vergesslichkeit der Zukunft sowie das Nachlassen im Glauben

Mit dieser Enzyklika unterstützte er nachdrücklich die Gründung von „Rosenkranzbruderschaften“.

## Vorherige Rosenkranzenzykliken von Papst Leo XIII.
- Supremi apostolatus officio 1883
- Superiore anno 1884
- Octobri mense 1891
- Magnae Dei matris 1892